# Compressor (software)
Compressor is  een videobewerkingsprogramma ontwikkeld door Apple Inc. voor Mac OS X. Het is betaalde software. Het is onderdeel van het Final Cut Studio-pakket. 
Met Compressor kan men een montage vanuit Final Cut Pro of vanuit een andere bron omzetten in het gewenste eindformaat.
Het eindformaat kan van alles zijn, dvd, Windows Media Format, Flash Video of Quicktime. Compressor wordt ook vaak gebruikt om verschillende soorten bronmateriaal om te zetten in hetzelfde formaat om een montageproces makkelijker te maken.

## Geschiedenis
Het programma maakte deel uit van Final Cut Pro, Soundtrack Pro, Motion en DVD Studio Pro. De ontwikkeling van deze alleenstaande programma's werd echter stopgezet en daardoor is Compressor enkel nog beschikbaar als onderdeel van Final Cut Studio en Logic Studio.

## Functies
Compressor wordt hoofdzakelijk gebruikt om Final Cut Pro projecten te coderen in het vereiste Dvd MPEG-2 formaat. Filters kunnen worden toegepast op de video gedurende het conversieproces, en de video kan ingekort worden.